# 이주 (황족)
이주(李鑄, 1917년 2월 13일 - 1982년 12월 10일)는 구 대한제국 황실 출신 대한민국의 공무원, 외교관이다. 대한제국 고종의 5황자인 의친왕의 다섯째로 태어났으며, 생모는 수인당 김씨(호적명 김흥인)이다. 아명은 이수길이며 훗날 이주로 개명하였다. 대한민국 제1공화국 때는 구황실사무국 총무과장과 주일본대한민국 대표부 서기관, 장면 내각에서는 구황실재산관리청 사무총국장을 지내기도 했다. 본관은 전주이며 한성부(현 서울) 출신이다.

## 생애
대궁(大宮)의 자손을 보지 못한 황실 종친이며, 대궁 사손(大宮 嗣孫)인 이인용(李寅鎔)의 양자로 들어갔다.
일본으로 유학 도쿄 대학 농과대학에 입학했으나 중퇴하고 귀국하였다. 이후 구황실사무국 총무과장이 되었다가, 주일대표부 서기관으로 나가 있기도 했다. 귀국 후 인화무역주식회사 고문으로 있다가 대한민국 제2공화국 출범 후 1961년 1월 구황실재산사무총국장이 되었다. 그해 7월 7일 사무총국장직에서 물러났다.
장면 내각 당시에 구황실재산관리재단(현 문화재청) 사무총국장을 역임했으며, 당시 의민태자가 귀국하도록 조력했다. 1971년부터 1974년까지는 전주이씨대동종약원 7대 이사장을 역임했다. 유학 중 친해진 한일혼혈? 여인과 혼인하여 자손을 두었으며, 상처 후 김신덕과 재혼하였다. 칠궁(七宮, 현 청와대 영빈관)에서 살다가 제5공화국 전두환 정권에 의해 퇴거 조치되었고 이 때의 충격으로 1982년 사망했다.

## 사후
부인 김신덕은 후에 경기도 파주시에 있는 조상(친일매국노 이재극, 양(養) 조부)의 땅을 돌려달라는 소송을 냈다.

## 가족 관계
- 조부 대한제국 고종(大韓帝國 高宗)
- 조모 명성황후(明成皇后) 민씨
- 조모 순헌황귀비(純獻皇貴妃) 엄씨
- 친조모 후궁 귀인 장씨(貴人 張氏)
  - 부 의친왕 이강(義親王 李堈)
  - 모 의왕비(義王妃) 연안김씨(延安金氏), 김수덕(金修德)
  - 친 수인당 김씨(修仁堂 金氏), 김흥인(金興仁)
- 양부 친일매국노 이인용(李寅鎔), 대궁(大宮) 사손
    - 황손 이주(李鑄), 전 문화재관리국장(장면 정부, 현재 문화재청), 전 (사)전주이씨 대동종약원 이사장
    - 초배 천기자(千枝子, 1919년-1947?, 한일혼혈?)
      - 장자 이한주(李漢柱, 1943년 ~ 2011년)
      - 차자 이범주(李范柱, 1947년-?)
      - 장녀 이순주(李淳柱, 1939년- )
      - 차녀 이냉주(李冷柱, 1941년- )

    - 계배 김해 김씨(金氏), 김신덕(金信德)
      - 삼자 이호

    - 형 이우(李鍝), 영선군 이준용(永宣君 李埈鎔)에게 출계, 운현궁 사손
    - 제 황손 이곤(李錕)
      - 장자 황손 이준(李準), 사동궁 사손